# Прапор Кузьмівки (Сарненський район)
Прапор Кузьмівки — офіційний символ села Кузьмівка, Сарненського району Рівненської області, затверджений 28 січня 1998 р. рішенням сесії Кузьмівської сільської ради. 
Автори — А. Гречило та Ю. Терлецький.

## Опис
Квадратне полотнище, на синьому тлі жовтий бекас у польоті, із нижнього краю йде горизонтальна зелена смуга (завширшки в 1/5 сторони прапора).

## Значення символів
Бекас відображає особливості місцевої фауни.